# Kostel svaté Maří Magdalény (Dolní Cerekev)
Kostel svaté Maří Magdalény se nachází v Dolní Cerekvi, v okrese Jihlava. Od roku 1972 je chráněn jako kulturní památka. Jde o farní kostel farnosti Dolní Cerekev.

## Historie
Středověké jádro kostel pochází z druhé poloviny 13. století. K němu byla v první polovině 16. století přistavěna věž. Roku 1723 byl kostel zcela přestavěn. V letech 1794–1796 byl kostel nově zastropen a celkově opraven. Další úpravy se uskutečnily v 19. století a po roce 1945.

## Popis
Jde o jednolodní plochostropou stavbu s hranolovou věží. Její hladký plášť je ve třech etážích prolomen úzkými obdélníkovými okny. Podvěží a první patro věže jsou zaklenuty valeně. Východní část kostela je na půdorysu kříže, skládá se z rovně ukončeného kněžiště a z lodi se stejně vysokými čtyřbokými kaplemi. Boční zdi staré části lodi se uvnitř směrem vzhůru kónicky zužují.

## Zařízení
Novobarokní oltář pochází z roku 1896, na bocích jsou sochy z první poloviny 18. století. Z barokní křtitelnice se dochovala nádoba z roku 1741. Mešní kalich byl zhotoven v letech 1769–1771.